# Colorful (película)
Colorful (カラフル?  lit. Colorido) es una película de animación japonesa dirigida por Keiichi Hara. Está basada en la novela homónima de Eto Mori, producida por Sunrise y Aniplex, y animada por el estudio Ascension. El guion fue escrito por Miho Maruo.

## Argumento
Trata sobre un alma que ha pecado gravemente y está en el purgatorio, la cual tendrá una nueva oportunidad de vida. Para lograr esto, ocupará el cuerpo de un chico de 14 años que se suicidó ingiriendo pastillas, llamado Makoto Kobayashi. Su desempeño será vigilado por el espíritu de nombre Purapura, mientras tiene la misión de averiguar los errores cometidos en su vida anterior y también por qué Makoto se suicidó.
Makoto era un chico de una familia con problemas, y aparentemente solo era bueno para la pintura, de hecho asiste al club de arte de su escuela.

## Personajes
- Kazato Tomizawa como Makoto Kobayashi.
- Jingi Irie como Saotome.
- Akina Minami como Hiroka Kuwabara.
- Aoi Miyazaki como Shoko Sano.
- Akiyoshi Nakao como Mitsuru.
- Kumiko Aso como la madre de Makoto.
- Katsumi Takahashi como el padre de Makoto.
- Michael como Purapura.

## Premios
La película ha recibido diferentes distinciones, como el premio Sankei Children's Publishing Cultural de 1999.